# Eligio Echagüe
Eligio Silvestre Echagüe Delgado (ur. 31 grudnia 1938 w Concepción, zm. 6 grudnia 2009) – piłkarz paragwajski, lewy obrońca, stoper.
Urodzony w Concepción Echagüe w piłkę zaczął grać w 1946 roku w miejscowym klubie Club Adolfo Riquelme. W 1947 roku przeszedł do klubu Club Olimpia, w którego pierwszym zespole zadebiutował w 1950 roku.
Jako piłkarz klubu Olimpia wziął udział w turnieju Copa América 1955, gdzie Paragwaj zajął przedostatnie, piąte miejsce. Echagüe zagrał w trzech meczach – z Argentyną, Urugwajem i Ekwadorem.
Rok później wziął udział w turnieju Copa América 1956, gdzie Paragwaj znów zajął przedostanie, piąte miejsce. Echagüe wystąpił w dwóch meczach – z Peru i Chile.
Wciąż jako gracz Olimpii był w kadrze reprezentacji podczas finałów mistrzostw świata w 1958 roku, gdzie Paragwaj, pomimo bardzo dobrej postawy, odpadł już w fazie grupowej. Echagüe zagrał w dwóch meczach – ze Szkocją i Jugosławią.
W następnym roku wziął udział w turnieju Copa América 1959, gdzie Paragwaj zajął trzecie miejsce. Echagüe zagrał w czterech meczach – z Chile, Boliwią, Urugwajem i Argentyną.
W tym samym roku wziął udział w ekwadorskim turnieju Copa América, gdzie Paragwaj zajął ostatnie, piąte miejsce. Echagüe zagrał w trzech meczach – z Brazylią, Urugwajem i Ekwadorem.
Echagüe grał w Olimpii w czasie, gdy zespołem opiekował się Aurelio González. Wtedy właśnie Olimpia w imponującym stylu wygrała 5 tytułów mistrza Paragwaju z rzędu – w 1956, 1957, 1958, 1959 i 1960. Obok tego w 1955 razem z Olimpią zdobył wicemistrzostwo Paragwaju.
Razem z Olimpią Echagüe dotarł aż do finału pierwszej edycji Pucharu Wyzwolicieli – Copa Libertadores 1960 – gdzie Olimpia uległa minimalnie urugwajskiemu klubowi CA Peñarol.
Po udanym turnieju Copa Libertadores Echagüe zakończył karierę piłkarską.